# Bruno Marie-Rose
Bruno Marie-Rose (* 20. Mai 1965 in Bordeaux) ist ein ehemaliger französischer Leichtathlet und Olympiateilnehmer. Bei einer Körpergröße von 1,93 m betrug sein Wettkampfgewicht 87 kg.
Marie-Rose startete für die Leichtathletik-Vereine AS Poissy und später Racing Club de France.
Mit 19 Jahren nahm Bruno Marie-Rose an den Olympischen Spielen 1984 teil. Im 100-Meter-Lauf schied er in der zweiten Runde aus. Die französische 4-mal-100-Meter-Staffel erreichte das Finale und belegte in 39,10 s Platz sechs.
1986 gewann Marie-Rose Bronze im Sprint bei den Halleneuropameisterschaften. Im Sommer bei den Freiluft-Europameisterschaften gewann er Bronze über 100 Meter. Die französische Staffel wurde Vierte. 1987 wurde Marie-Rose Halleneuropameister im 200-Meter-Lauf in der Hallenweltrekordzeit von 20,36 s. Zwei Wochen später bei den Hallenweltmeisterschaften gewann er Silber hinter dem US-Amerikaner Kirk Baptiste. Bei den Freiluft-Weltmeisterschaften scheiterte er im Viertelfinale.
Bei den Olympischen Spielen 1988 wurde Marie-Rose Achter im 200-Meter-Lauf. Die französische 4-mal-100-Meter-Staffel gewann in der Besetzung Bruno Marie-Rose, Daniel Sangouma, Gilles Quenéhervé und Max Morinière in 38,40 s Bronze hinter der Sowjetunion und Großbritannien. 1989 und 1990 gewann Marie-Rose jeweils Bronze über 200 Meter bei den Halleneuropameisterschaften.
Bei den Europameisterschaften 1990 in Split belegte Marie-Rose Platz vier im 100-Meter-Lauf. Auf den ersten sechs Plätzen waren ausschließlich Sprinter aus Großbritannien und Frankreich platziert, wodurch sich ein spannendes Rennen in der Staffel abzeichnete. Das Finale am 1. September 1990 wurde den Erwartungen gerecht. Die Briten liefen 37,98 s, doch das reichte nur zu Silber, denn die französische Staffel in der Besetzung Max Morinière, Daniel Sangouma, Jean-Charles Trouabal und Bruno Marie-Rose lief mit 37,79 s Weltrekord. Zum ersten Mal, seit die Staffel Jamaikas 1968 einen Tag lang den Weltrekord hielt, war der Weltrekord nicht im Besitz der Staffel aus den Vereinigten Staaten. Im selben Jahr wurden die vier Sprinter von der Sportzeitung L’Équipe zu Frankreichs Sportlern des Jahres („Champion des champions“) gewählt.
Am 7. August 1991 beim Meeting Weltklasse Zürich verbesserte die US-Staffel den Weltrekord auf 37,67 s, die französische Staffel lag mit 38,39 s deutlich zurück, obwohl sie in der gleichen Besetzung wie in Split antrat. Bei den Weltmeisterschaften 1991 erreichte Marie-Rose über 200 Meter das Halbfinale. Im Staffelfinale verbesserten die US-Sprinter ihren Weltrekord auf 37,50 s, Morinière, Sangouma, Trouabal und Marie-Rose gewannen mit 37,87 s Silber vor den Briten.
Bei den Olympischen Spielen 1992 schied die französische Staffel mit Marie-Rose im Halbfinale aus.

## Bestleistungen
- 100 m: 10,16 s
- 200 m: 20,45 s
- 200 m (Halle): 20,36 s 1987 Hallenweltrekord

## Dies und Das
Bruno Marie-Rose und Jean-Charles Trouabal sind beide am 20. Mai 1965 geboren.